# 藤原隆時
藤原 隆時（ふじわら の たかとき）は、平安時代後期の貴族・歌人。藤原北家良門流、右衛門佐・藤原清綱の子。藤原兼輔の末裔。官位は正四位下・因幡守。

## 経歴
六位蔵人を経て、白河朝末の応徳3年（1086年）従五位下に叙爵。翌寛治元年（1087年）因幡守、寛治6年（1093年）但馬守と受領を歴任する一方、この間の寛治2年（1088年）従五位上、寛治7年（1094年）従四位上と昇進し、嘉保2年（1095年）正四位下至った。また、高階為章と並ぶ白河院の寵臣で、院判官代のち院別当も務めた。
康和4年（1102年）近江守に任ぜられるが、翌康和5年（1103年）因幡守・平時範と官職を入れ替えられ、隆時は因幡守に遷った。嘉承元年（1106年）9月に引き続き因幡守に現任にあったが、同年中に卒去したとみられる。

## 人物
中御門富小路に邸宅を有したが、受領を歴任して富裕であり、邸宅内には5棟の蔵があったという。勅撰歌人として『新古今和歌集』に1首の和歌作品が入集している。

## 官歴
- 時期不詳：六位蔵人
- 応徳3年（1086年） 日付不詳：叙爵（従五位下）
- 寛治元年（1087年） 3月18日：見因幡守[4]
- 寛治2年（1088年） 正月19日：従五位上（行幸院別當賞）、見院判官代[5]
- 寛治4年（1090年） 5月4日：見因幡守[6]
- 寛治6年（1093年） 日付不詳：但馬守[7]。5月21日：見但馬守[8]
- 寛治7年（1094年） 正月3日：従四位上、見院別当[5]
- 嘉保2年（1095年） 正月2日：正四位下[5]
- 永長2年（1097年） 8月21日：見但馬守[5]
- 康和4年（1102年） 正月23日：近江守[9]
- 康和5年（1103年） 11月1日：因幡守[10][5]
- 嘉承元年（1106年） 9月2日：見因幡守[5]。日付不詳：卒去[3][11]

## 系譜
『尊卑分脈』による。
- 父：藤原清綱
- 母：平貞盛の娘
- 妻：藤原貞職の娘
  - 男子：藤原清隆（1091-1162）
  - 男子：藤原範隆
- 生母不詳の子女
  - 男子：増隆